# Pavel Svoboda (organiste)
Pour les articles homonymes, voir Pavel Svoboda.
Pavel Svoboda (née à Opočno en 1987) est un organiste tchèque.

## Biographie
Il commence ses études d'organiste au Conservatoire de Pardubice (prof. Josef Rafaja et Doc. Václav Rabas), participé aux classes de maitre d'organistes (Susan Landale, Martin Sander et Theo Jellema), et depuis 2008 poursuit ses études à l'Académie de Musique de Prague dans la classe de Jaroslav Tůma.
Il se produit dans le cadre de nombreux festivals en République tchèque et a l'étranger (Allemagne, Belgique, République slovaque, Pologne, Espagne...), et comme soliste avec des orchestres. Depuis 2004 il est l'organiste et claveciniste attitré de l'ensemble Barocco Sempre Giovane, avec lequel il a participé à des centaines de concerts (par exemple Festival du Printemps de Prague). Il a enregistré divers cd pour la Radio tchèque et la Télévision tchèque.

## Récompenses
- Il a obtenu le premier prix au Concours International de Jeunes Organistes d'Opava
- Prix de la Fondation Tchèque Musicale (Český hudební fond) pour la meilleure interprétation d'une œuvre contemporaine (2004)
- en 2008 le deuxième prix au Concours International Petr Eben
- une distinction de la ville de Pardubice pour ses résultats exceptionnels
- Il a aussi gagné un premier prix et le titre de lauréat au Concours International de Brno 2007